# Acacia dictyoneura
Acacia dictyoneura är en ärtväxtart som beskrevs av Ernst Georg Pritzel. Acacia dictyoneura ingår i släktet akacior, och familjen ärtväxter. Inga underarter finns listade i Catalogue of Life.